# Хімічна технологія палива і паливно-мастильних матеріалів
Хімічна технологія палива і паливно-мастильних матеріалів — галузь науки і техніки, яка займається:
- вивченням складу та фізико-хімічних властивостей палив, масел, мастил, спеціальних рідин, горючих копалин та їхніх компонентів, матеріалів на основі вуглецю та вуглеводнів;
- створенням теоретичних основ, розробленням і вдосконаленням технологічних процесів переробки горючих копалин, вуглеводнів та вуглецевих матеріалів;
- прогнозуванням характеру одержуваних продуктів, їх використання в народному господарстві;
- розробленням технічних засобів економії, ефективного та раціонального використання, захисту навколишнього середовища, підприємств із переробки горючих копалин та одержання палив, масел, мастил і спеціальних рідин.